# Koniczyna brunatna
Koniczyna brunatna (Trifolium badium Schreb.) – gatunek rośliny wieloletniej należący do rodziny bobowatych. Występuje w środkowej, południowej i wschodniej Europie oraz w Iranie i Turcji. W Polsce występuje wyłącznie w Tatrach, gdzie jest rośliną dość częstą. Status gatunku we florze Polski: gatunek rodzimy lub zadomowiony.

## Morfologia

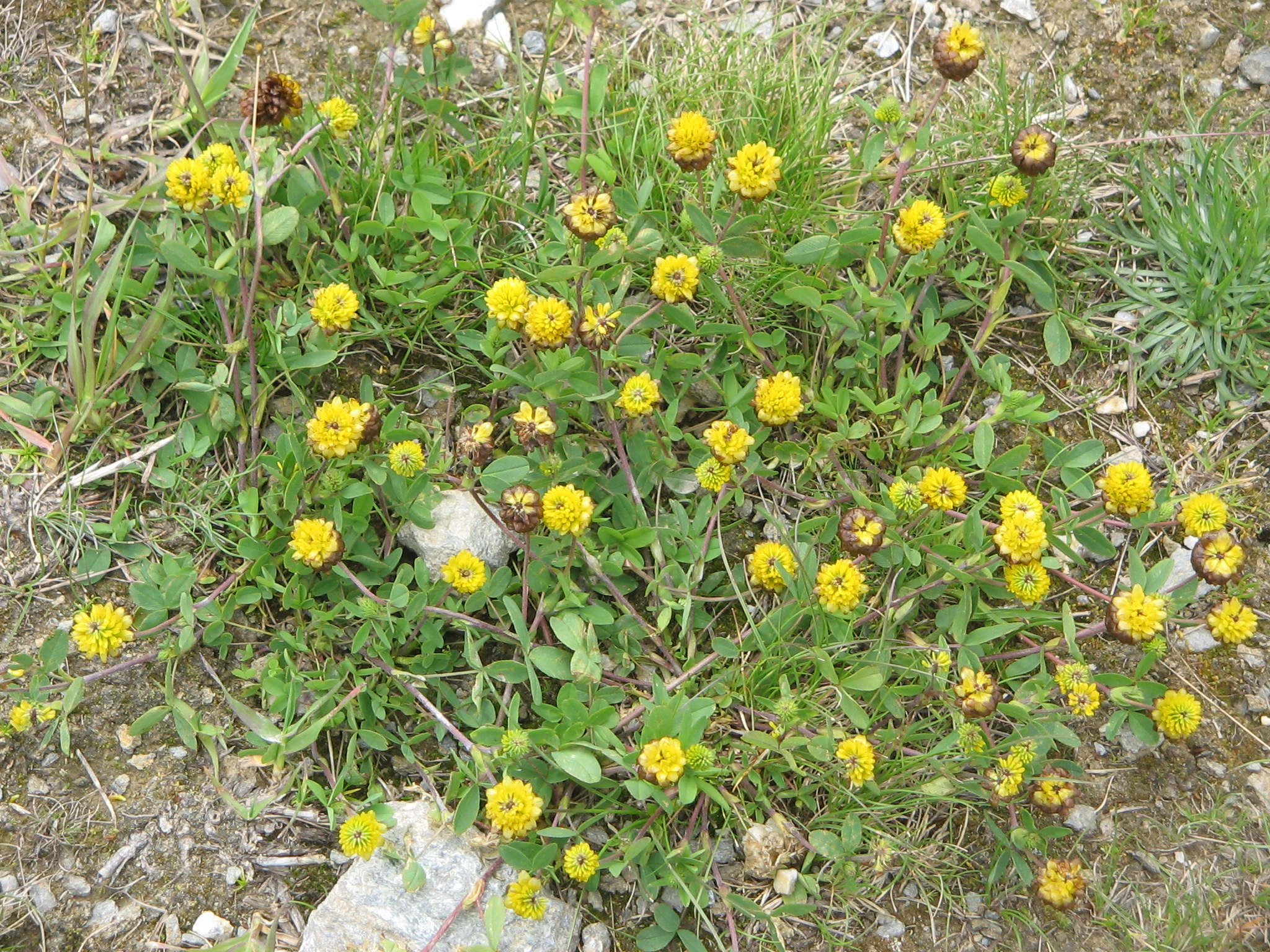
Pokrój

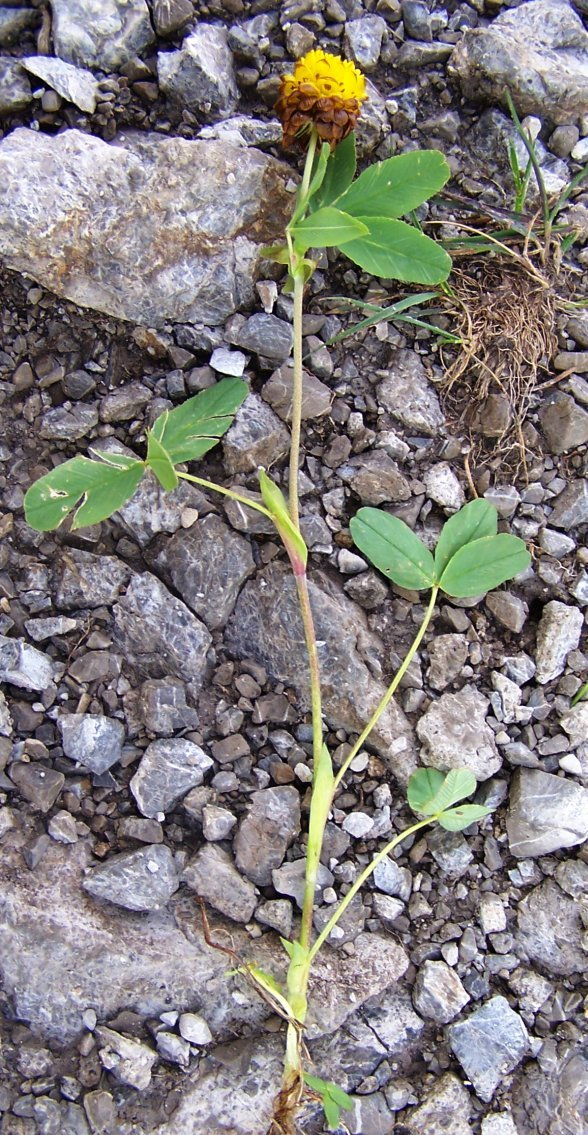
Pęd

PokrójBylina o płożącej się lub wzniesionej łodydze, mającej długość 10–30 cm. Oprócz kwitnących pędów z łodygami, roślina wytwarza także same różyczki liściowe.
LiścieTrójlistkowe, o eliptycznych, drobnoząbkowanych listkach. Listki mają 1,5–2-krotnie większą długość od szerokości. Występują przylistki o jajowatolancetowatym kształcie.
KwiatyKwiaty motylkowe zebrane w gęste główki wyrastające na szczycie łodygi, przeważnie pojedynczo (czasami tylko po dwie). Główki mają średnicę 1,5–2 cm i kulisty kształt. Kwiaty w czasie kwitnienia są żółte, po przekwitnięciu brunatne (stąd nazwa gatunkowa rośliny). Poszczególne kwiatki mają długość 6–7 mm podczas kwitnienia, 7–9 mm podczas owocowania i posiadają drobne przysadki. Ich korona jest dłuższa od 5-nerwowego kielicha. Gardziel kielicha jest naga, jego dolne działki owłosione są długimi włosami, górne bardzo krótkimi. Podłużnie zmarszczony żagielek korony bez paznokcia, o stopniowo zwężającej się nasadzie i sklepiony od samej nasady. Skrzydełka kwiatów są prosto wzniesione.
OwocJednonasienne strąki o długości ok. 5-krotnie większej od szyjki.

## Biologia i ekologia
- Bylina. Kwitnie od lipca do września, jest owadopylna. Nasiona rozsiewają się późną jesienią i w zimie.
- Siedlisko: porasta trawiaste zbocza, murawy, skały. W Tatrach występuje od regla dolnego po piętro alpejskie. Hemikryptofit[6].
- Jak wszystkie gatunki koniczyny jest rośliną o bardzo dużych wartościach odżywczych dla zwierząt i stanowi ulubiony pokarm kozic i świstaków.